# Falsepilysta olivacea
Falsepilysta olivacea es una especie de escarabajo longicornio del género Falsepilysta, tribu Apomecynini, familia Cerambycidae. Fue descrita científicamente por Schwarzer en 1931.
Se distribuye por Asia: Filipinas. Mide 10,2-11,7 milímetros de longitud. El período de vuelo ocurre en el mes de junio.